# Nothrus lucunosus
Nothrus lucunosus är en kvalsterart som beskrevs av Sergienko och Melamud 1993. Nothrus lucunosus ingår i släktet Nothrus och familjen Nothridae. Inga underarter finns listade i Catalogue of Life.